# Понтнув (гмина)
Понтнув (пол. Pątnów) — сельская гмина (волость) в Польше, входит как административная единица в Велюньский повет, Лодзинское воеводство. Население — 6502 человека (на 2004 год).

## Сельские округа
1. Бенец
2. Дзетшники
3. Грабова
4. Грембень
5. Юзефув
6. Калуже
7. Камёнка
8. Клюски
9. Понтнув
10. Поповице
11. Заленче-Мале
12. Заленче-Вельке

## Соседние гмины
1. Гмина Дзялошин
2. Гмина Липе
3. Гмина Мокрско
4. Гмина Прашка
5. Гмина Рудники
6. Гмина Велюнь
7. Гмина Вежхляс